# Synsiä
Synsiä eller Synsiönjärvi är en sjö i Finland. Den ligger i kommunen Kangasniemi i landskapet Södra Savolax, i den södra delen av landet, 230 km norr om huvudstaden Helsingfors. Synsiä ligger 110,4 meter över havet. Arean är 19,27 kvadratkilometer och strandlinjen är 84,35 kilometer lång. Sjön  ingår i Kymmene älvs huvudavrinningsområde.   I omgivningarna runt Synsiä växer i huvudsak blandskog. Den sträcker sig 8,8 kilometer i nord-sydlig riktning, och 6,1 kilometer i öst-västlig riktning.
I övrigt finns följande i Synsiä:
- Poikusensaari (en ö)
- Laskusaari (en ö)
- Heinäluoto (en ö)
- Kirriluoto (en ö)
- Lehtisensaari (en ö)
- Helosaaret (en ö)
- Sikosaari (en ö)
- Vuorisensaari (en ö)
- Kehräsaari (en ö)
- Selkäsaari (en ö)
- Rahusaari (en ö)
- Leppäluoto (en ö)
- Ketveleensaari (en ö)
- Rääpyssaari (en ö)
- Tuutinluoto (en ö)
- Mustakulma (en ö)
- Kutusaari (en ö)
- Kontio (en ö)
- Hirvisaari (en ö)
- Orastensaari (en ö)
- Kaijansaari (en ö)
- Jokilahdensaari (en ö)
- Laitisensaari (en ö)
- Kirnansaari (en ö)
- Kuurteensaari (en ö)
- Lamposaari (en ö)
- Hänninsaari (en ö)